# Kara aresztu zwykłego
Kara aresztu zwykłego – kara dyscyplinarna stosowana w Wojsku Polskim.
Kara aresztu zwykłego polegała na ograniczeniu wolności osobistej ukaranego. Żołnierze przebywali w zamkniętych celach aresztu. W czasie przeznaczonym na sen w celach  paliło się światło dyżurne.
Uczniowie szkół wojskowych w czasie odbywania kary aresztu zwykłego brali udział w zajęciach lekcyjnych, a po ich zakończeniu wracali ponownie do aresztu. Żołnierze służby zasadniczej mogli brać udział w zajęciach szkoleniowych. 
Do aresztu żołnierzy przyjmował profos. Sprawdzał on, czy żołnierz nie miał przedmiotów niedozwolonych. Odbierał broń, dokumenty osobiste, pasy, sznurowadła, pieniądze i inne zbyteczne przedmioty i wszystkie te przedmioty przechowywał w depozycie.
Przetrzymywanym w areszcie zabraniano: palić tytoniu, pić napojów alkoholowych, słuchać radia, grać w gry, grać na instrumentach muzycznych, śpiewać, rozmawiać z osobami postronnymi, hałasować, przyjmować odwiedzających, odbierać paczki, wysyłać i otrzymywać korespondencję. Zezwalano jedynie czytać gazety i regulaminy wojskowe.
Szeregowcy odbywający karę aresztu zwykłego pracowali w wymiarze do 8 godzin na dobę. W czasie prac nie mogli rozmawiać z osobami postronnymi, czytać listów, przyjmować i przekazywać żadnych przedmiotów, palić tytoniu i opuszczać miejsca pracy. W dni, w których nie pracowali wyprowadzano ich na 50-minutowy spacer pod nadzorem wartownika. Podoficerowie wychodzili codziennie na spacer trwający także 50 minut. 
Uprawnienia dyscyplinarne do stosowania tego środka dyscyplinarnego posiadali: szef kompanii (do 3 dni), dowódca plutonu (do 5 dni), dowódca kompanii (do 7 dni), dowódca batalionu (do 14 dni) i wyżsi przełożeni (do 21 dni).
Regulamin dyscyplinarny z 1977 roku zniósł karę aresztu ścisłego, pozostawiając karę aresztu.
Polegała ona na pozbawieniu ukaranego wolności, a stosowana była  "dopiero po wyczerpaniu innych łagodniejszych środków dyscyplinarnych, w tym co najmniej po dwukrotnym ukaraniu karą podlegającą wpisowi do karty kar". 
Od tej zasady można odstąpić w razie rażącego naruszenia dyscypliny. Ponowna karę aresztu można było wykonać dopiero po upływie tylu dni, ile wynosiła poprzednia kara aresztu. 
Żołnierzom odbywającym karę aresztu wyznaczano codziennie zadania wymagające, w ciągu 10 godzin na dobę, intensywnej i użytecznej pracy fizycznej. 
Żołnierze, którzy brali udział w zajęciach szkoleniowych (np.podchorążowie WSO) mieli obowiązek pracy w wymiarze do czterech godzin w ciągu doby. Z żołnierzami zasadniczej służby wojskowej, których nie wyznaczono do pracy, prowadzono szkolenie ze znajomości regulaminów oraz praktyczne zajęcia z musztry. Żołnierzy niewyznaczonych do pracy wyprowadzano raz na dobę na 50-minutowy spacer. 
Ukarani żywieni byli według należności "Z" lub "MN".